# Лінтон Майна
Лінтон Майна (нім. Linton Maina, нар. 23 червня 1999, Берлін, Німеччина) — німецький футболіст кенійського походження, атакувальний півзахисник клубу «Кельн».

## Ігрова кар'єра

### Клубна
Лінтон Майна народився в Берліні. Починав займатися футболом у столичних клубах аматорського рівня. З 2014 року Майна виступав за молодіжну команду клубу «Ганновер 96». Уже з другої половини сезону 2017/18 Майна почав залучатися до тренувань першої команди. У лютому 2018 року футболіст підписав з клубом професійний контракт на чотири роки. І в березні дебютував в основі у матчах Бундесліги. За результатами сезону 2018/19 «Ганновер» вилетів з Бундесліги але Майна продовжив виступи в команді.
У травні 2022 року Лінтон Майна як вільний агент підписав трирічний контракт з клубом Бундесліги «Кельн». І в серпні зіграв першу гру у новій команді. У складі «Кельна» Майна дебютував на міжнародному рівні у турнірі Ліги конференцій.

### Збірна
З 2014 року Лінтон Майна захищав кольори юнацьких збірних Німеччини різних вікових категорій.

## Приватне життя
Лінтон Майна народився в інтернаціональній родині. Його батько виходець з Кенії.